# Eustrotia foedalis
Eustrotia foedalis är en fjärilsart som beskrevs av Walker 1865. Eustrotia foedalis ingår i släktet Eustrotia och familjen nattflyn. Inga underarter finns listade i Catalogue of Life.